# Torre Puig
La Torre Puig és un gratacel de l'Hospitalet de Llobregat dissenyat per l'arquitecte José Rafael Moneo. S'alça 109 metres gràcies a un total de 22 plantes; també en té 4 més de soterrades. Alberga la seu de l'empresa Puig. S'inaugurà el 2014 coincidint amb el centenari de l'empresa en una cerimònia on participaren els Prínceps d'Espanya i Artur Mas.